# Danish Cloud Community
 Der er for få eller ingen kildehenvisninger i denne artikel, hvilket er et problem. Du kan hjælpe ved at angive troværdige kilder til de påstande, som fremføres i artiklen.

Danish Cloud Community (DCC) er en dansk brancheforening for leverandører af cloud- og hostingservices. Foreningen samler it-virksomheder, der leverer drift, cloud-løsninger, software og relaterede teknologier til både private og offentlige kunder. 

## Medlemmer
DCC består af to medlemskategorier: Cloudmedlemmer og Associerede medlemmer. 
Cloudmedlemmer: Virksomheder, der leverer cloud- og hostingservices.
Associerede medlemmer: Virksomheder og organisationer, der samarbejder med branchen eller leverer produkter og ydelser til cloud-sektoren.

## Formål
Danish Cloud Communitys formål er at bidrage til en stærk cloud- og hostingbranche, der understøtter danske virksomheder med en stærk digital infrastruktur. 
Foreningen varetager medlemmernes politiske interesser, lokalt og globalt, samt arbejder for at sikre gode rammevilkår, dele viden og skabe netværk på tværs af branchen. 
DCC arbejder med emner såsom Cybersikkerhed og risikohåndtering, Regulering (herunder NIS2, DORA og AI Act), Offentlig digitalisering og cloud-strategier, Netværk, arrangementer og politisk dialog, og Bæredygtighed i datacenter- og cloudbranchen. 

## Historie
Danish Cloud Community blev stiftet i 2012 under navnet Brancheforeningen for IT-hostingvirksomheder i Danmark (BFIH). Foreningens oprindelige fokus var at sikre bedre rammevilkår for hostingbranchen og skabe større gennemsigtighed for kunderne.
I takt med teknologiens udvikling og branchens skifte mod cloudløsninger, ændrede foreningen navn til Danish Cloud Community i 2018. Navneskiftet markerede en udvidelse mod hele cloud-økosystemet – herunder softwareudvikling, datacenterdrift, cybersikkerhed og SaaS-udbydere. 
Siden har DCC spillet en aktiv rolle i både national og europæisk digitalpolitik, bl.a. som medlem af CISPE, SMVdanmark og som underskriver af internationale bæredygtighedsaftaler, som Climate Neutral Data Centre Pact.